# 胡安·德·拉·奎瓦
胡安·德·拉·奎瓦（西班牙語：Juan de la Cueva，1543年—1612年），文艺复兴时期欧洲作家。出生于塞维利亚，他曾在墨西哥度过若干年光阴。他创作诗歌和戏剧，尤其是讽刺作品和历史剧。

## 扩展阅读
- 本条目包含来自公有领域出版物的文本: Chisholm, Hugh (编).  (第11版). London: Cambridge University Press. 1911.